# På jobbet
"På jobbet" (även kallad Spik i foten) är en sketch med Hans Alfredson och Tage Danielsson från 88-öresrevyn. Den utspelar sig under en frukostrast, där Tage försöker ta upp samtalsämnen, som Hasse ständigt överträffar med anekdoter på samma tema om saker i betydligt större skala.
Dialogen börjar med att Tage säger att han har mycket kaffe, och erbjuder Hasse en kopp, vilket Hasse fnyser åt och börjar tala om Brasilien och att där "kan man snacka om kaffe". När Tage stolt berättar att han ska resa till Kanarieöarna på semestern, kontrar Hasse med den första månlandningen och "det kan man kalla en resa!" Det fortsätter på samma sätt vad Tage än berättar. När Tage beklagar sig över att han råkat få en spik i foten börjar Hasse tala om skräckväldet under Franska revolutionen. Antiklimaxen på slutet består i att Tage frågar var Hasse själv ska på semestern och denne svarar med: "Säffle... Kan man få en kopp kaffe?"